# گمینا ژلخلینک
گمینا ژلخلینک (به لهستانی:  Gmina Żelechlinek) یک گمینا در لهستان است که در شهرستان توماشوف مازوویتسکی واقع شده‌است. گمینا ژلخلینک ۹۲٫۰۱ کیلومتر مربع مساحت و ۳٬۴۷۰ نفر جمعیت دارد.